# Csaba Gégény
Csaba Gégény – węgierski zapaśnik walczący w obu stylach.
Trzeci w Pucharze Świata w 1994. Wicemistrz świata juniorów w 1992 i trzeci wśród kadetów w 1993. Mistrz Europy młodzieży 1994 roku.